# سرزمین فراعنه (فیلم ۱۹۵۵)
سرزمین فراعنه (به انگلیسی: Land of the Pharaohs) فیلمی محصول سال ۱۹۵۵ و به کارگردانی هاوارد هاکس است. در این فیلم بازیگرانی همچون جک هاوکینز، جوآن کالینز، دیوی مارتین، الکسیس مینوتیس، لوییزلا بونی، سیدنی چاپلین و جیمز هایتر ایفای نقش کرده‌اند.